# Caichinque

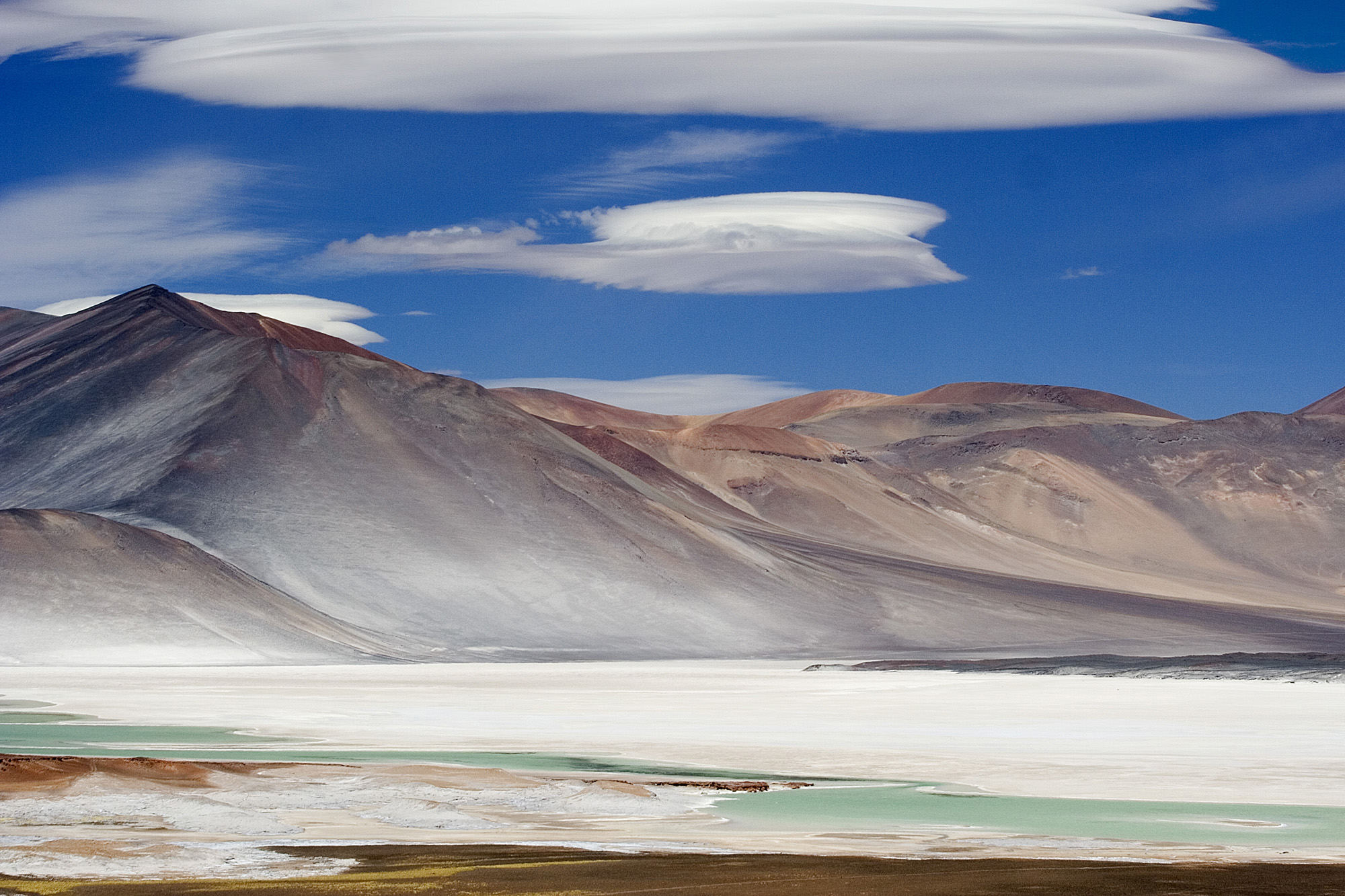
Lobe on Salar de Talar (Talar Salt Flat)

Caichinque es un complejo volcánico que se extiende entre el salar de Talar y el Salar de Capur, emplazado en las altas cumbres de Los Andes en la Región de Antofagasta. Exactamente ubicado al Suroeste del Salar de Atacama, directamente al Sur del volcán Miñiques y al Sureste del Cordón de Puntas Negras forma parte de la principal cadena volcánica andina en esta área.
La ruta 23-CH corresponde al camino de acceso al área del volcán.